# Karl Davídov
Karl Davídov   (Kuldīga, 3 de març de 1838 (Julià) - Moscou, 14 de febrer de 1889 (Julià)), nom complet amb patronímic Karl Iúlievitx Davídov, rus: Карл Юльевич Давидов, fou un violoncel·lista rus de gran renom durant la seva època, i descrit per Txaikovski com el "tsar dels violoncel·listes". També va ser compositor, principalment per a violoncel. El seu nom també apareix en diverses grafies diferents: Davydov, Davidoff, Davidov i més, amb el seu primer nom de vegades escrit com Charles o Carl.

## Biografia
Als dotze anys es va traslladar a Moscou amb la seva família i va alternar els estudis acadèmics amb els musicals, però el 1858 va abandonar completament els primers per dedicar-se exclusivament a la música, tenint per mestres Karl Schubert per al violoncel i Hauptmann per a la composició.
El 1950 es va presentar per primera vegada al públic a la Societat Gewandhaus, de Leipzig, i va aconseguir tal èxit que immediatament va ser contractat per aquesta societat i nomenat professor del Conservatori. No va romandre gaire temps a Leipzig, i després de fer una brillant gira per Alemanya, Anglaterra, França i Bèlgica, va tornar a Rússia, sent nomenat violoncel només de la música de l'emperador i professor del Conservatori de Sant Petersburg, i més endavant director d'aquest centre i director de la Societat imperial de música.
Va ser un dels concertistes més notables de la seva època que es va distingir per la seva execució ajustada i per la naturalitat amb què vencia les majors dificultats tècniques, si bé el seu estil era una mica amanerat.
Va escriure nombrosos concerts per a violoncel, una balada, una romança i diversos lieder.